# Ralf Fücks

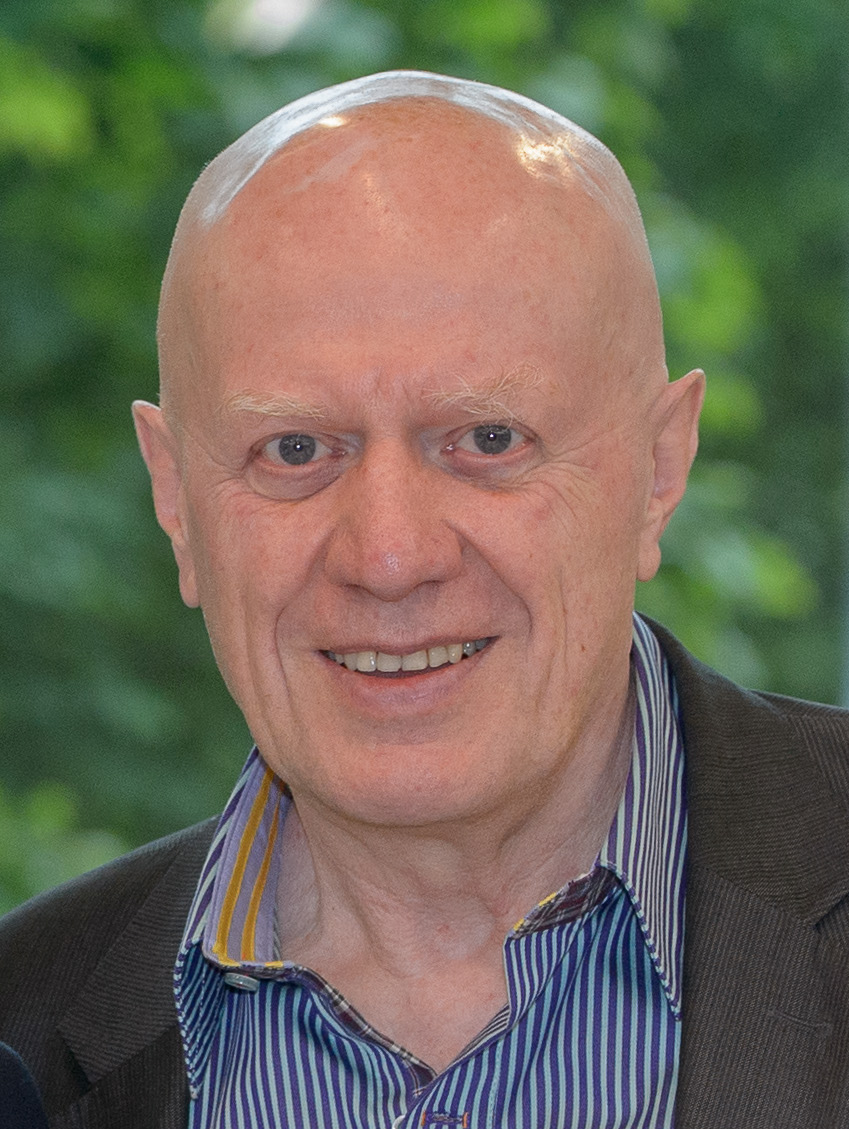
Ralf Fücks (2015)

Ralf Fücks (* 3. August 1951 in Edenkoben, Landkreis Landau in der Pfalz) ist ein deutscher Politiker (Bündnis 90/Die Grünen), Publizist und Sachbuchautor. Er war von 1991 bis 1995 Senator für Stadtentwicklung und Umweltschutz in Bremen, ab 1993 auch Bürgermeister, und von 1997 bis 2017 Mitglied des zunächst drei-, ab 2001 zweiköpfigen Vorstands der Heinrich-Böll-Stiftung.
Zusammen mit seiner Frau Marieluise Beck gründete er nach seiner Beendigung der Vorstandstätigkeit der Heinrich-Böll-Stiftung und ihrem Ausscheiden aus dem Bundestag am 15. November 2017 das Zentrum Liberale Moderne. Fücks veröffentlicht Aufsätze und Sachbücher zu nachhaltiger Entwicklung, politischer Strategie und internationaler Politik.

## Biografie

### Ausbildung und Beruf
Fücks’ Verweigerung des Kriegsdiensts wurde nicht anerkannt, er wurde jedoch dennoch nicht eingezogen. Fücks studierte Sozialwissenschaft, Ökonomie und Geschichte. Er engagierte sich in der Studentenbewegung in Heidelberg und in Bremen und gehörte in den 1970er Jahren dem Kommunistischen Bund Westdeutschland (KBW) an. 1973 wurde er als einer von drei Rädelsführern bei der Rektoratsbesetzung im Frühjahr 1972 von der Universität Heidelberg relegiert. Nach dem Studium arbeitete er zunächst als Lehrbeauftragter an der Universität Bremen und als Dozent in der Erwachsenenbildung. Für die Zeitschriften hefte für demokratie und sozialismus und Moderne Zeiten, die er 1980 mitgründete, war er als Redakteur tätig.

### Politik
Fücks war in den 1970er Jahren ein führendes Mitglied des Kommunistischen Bundes Westdeutschland (KBW), einer maoistischen K-Gruppe, und danach in den Komitees für Demokratie und Sozialismus aktiv. 1982 schloss er sich den Grünen an. Von 1985 bis 1989 sammelte er erste parlamentarische Erfahrungen als Mitglied der Bremischen Bürgerschaft. 1989 wurde er zum Sprecher des Bundesvorstandes der Grünen gewählt. Er setzte sich dafür ein, die Grünen zu einer reformerischen Partei zu machen, die gemeinsam mit der SPD eine neue politische Mehrheit bilden sollte.
1991 kehrte er in die Bremer Politik zurück und wurde Bremer Senator für Stadtentwicklung und Umweltschutz sowie von 1993 bis 1995 Bremer Bürgermeister in der Ampelkoalition unter Klaus Wedemeier (SPD), die 1995 am Konflikt mit der FDP über die Stadtentwicklungs- und Flächenpolitik zerbrach. Ursächlich hierfür war die sog. Piepmatzaffäre, bei der das Umweltressort, ohne Beteiligung der politischen Gremien, das Gewerbegebiet Hemelinger Marsch zum Vogelschutzgebiet bei der EU anmeldete, obgleich eine intensive gewerbliche Nutzung des Areals vorgesehen war.
Er war Mitglied der Grundsatzprogrammkommission von Bündnis 90/Die Grünen und Mitautor des Parteiprogramms 2002. Im Sommer des Jahres 2000 wurde Ralf Fücks von Innenminister Otto Schily in die Unabhängige Kommission Zuwanderung berufen, die ihren Abschlussbericht im Juli 2001 präsentierte.

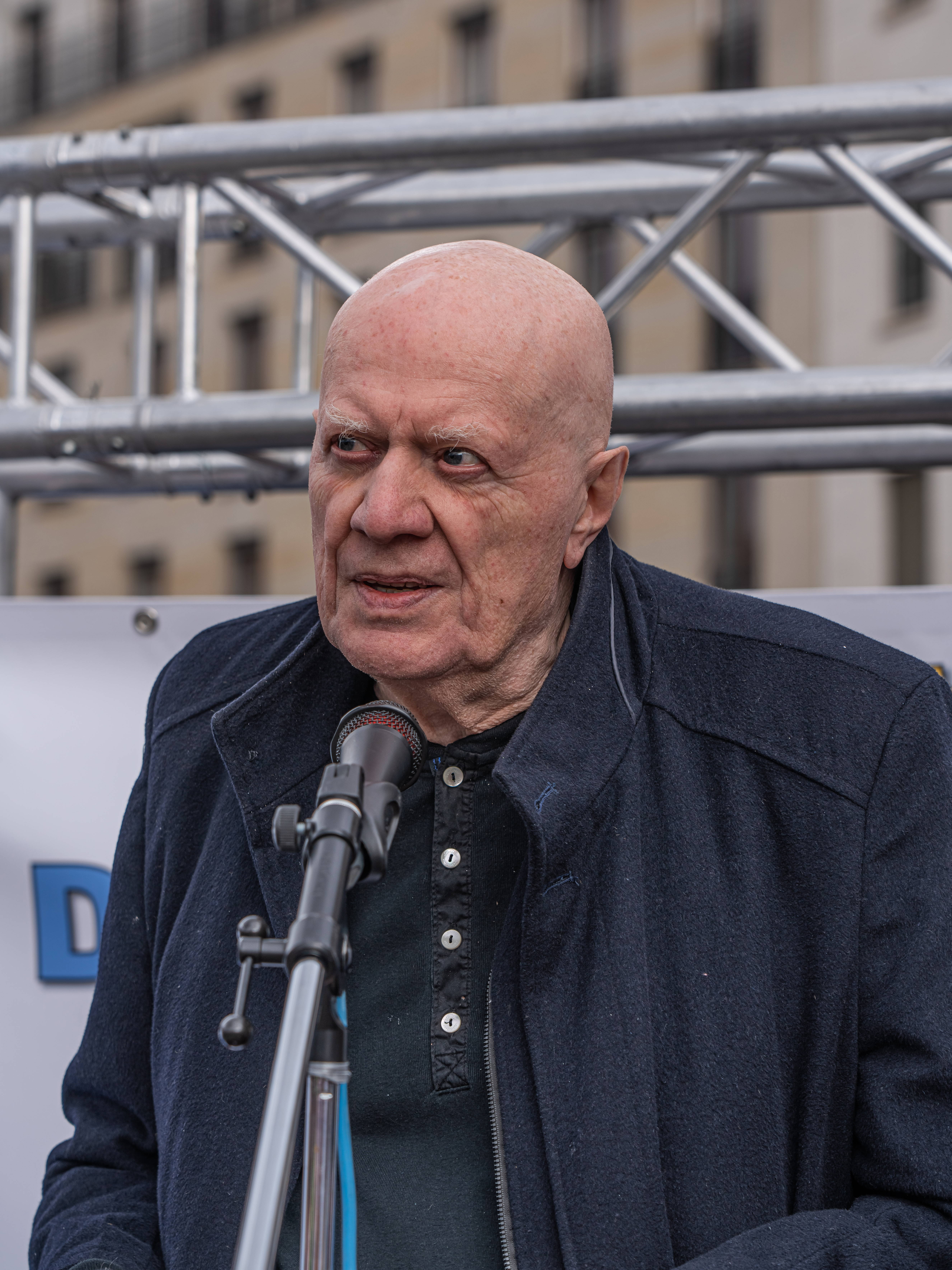
2024 bei einer Kundgebung zur Unterstützung der Ukraine am Brandenburger Tor

Fücks und Beck führten fünf Wochen nach dem Beginn des russischen Überfalls auf die Ukraine zwei Tage lang politische Gespräche in der ukrainischen Hauptstadt Kiew. Fücks plädierte dafür, die ukrainischen Streitkräfte so auszustatten, dass sie sich der russischen Streitkräfte erwehren könnten, da Putin „die Souveränität der Ukraine erst akzeptieren [werde], wenn er am Rande einer Niederlage steht, die seine Macht in Russland gefährdet“.
Am 7. März 2025, sechs Wochen nach dem Beginn von Trumps zweiter Amtszeit, sagte Fücks in einem Interview: 
Wir leben jetzt in einer verkehrten Welt: Eingefleischte Anti-Amerikaner, vor allem die von ganz rechts, sind nun Fans von Trump und Elon Musk. Jene aber, die aus Überzeugung und mit Herzblut für das transatlantische Bündnis eingetreten sind, kommen jetzt zu dem bitteren Schluss, dass Europa sich von den USA unabhängig machen muss.

### Heinrich-Böll-Stiftung

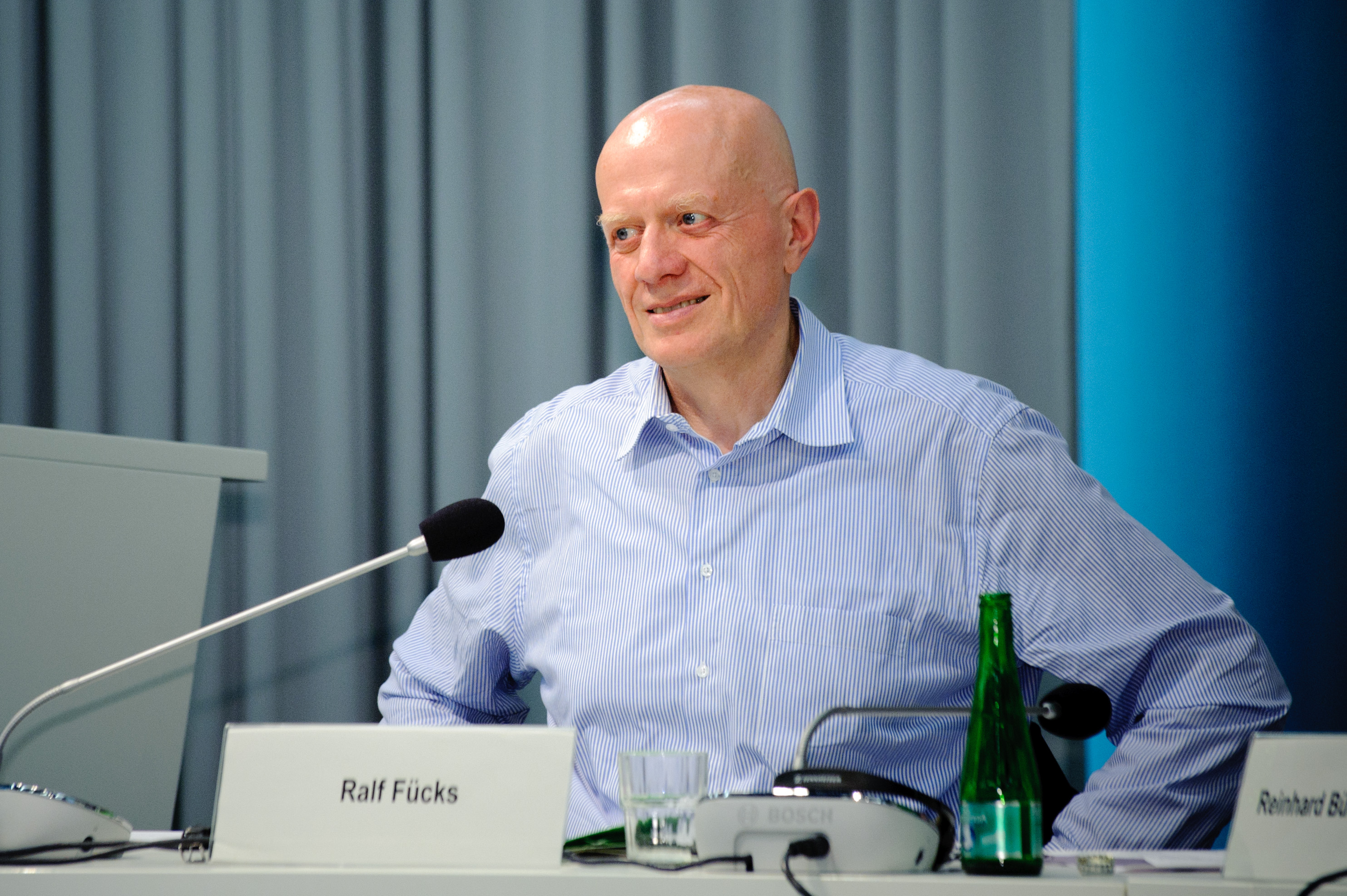
Fücks bei einer Podiumsdiskussion der Heinrich-Böll-Stiftung

Ab 1997 war Ralf Fücks Vorstand der neuen Heinrich-Böll-Stiftung. Die Schwerpunkte seiner Arbeit lagen auf den Themen Nachhaltige Entwicklung, Migration, Zukunft Europas und Internationale Politik. Er war verantwortlich für Strategie und Programmentwicklung in den Bereichen Politische Bildung Inland, Europa und Nordamerika, für die Grüne Akademie, das Studienwerk der Heinrich-Böll-Stiftung sowie für das Archiv Grünes Gedächtnis.
Fücks war als HBS-Vorsitzender innerparteilich umstritten. 
Er kritisierte 2010 die evangelische Bischöfin Margot Käßmann für ihre kritische Stellungnahme zum Bundeswehreinsatz in Afghanistan. Parteimitglieder, u. a. Hans-Christian Ströbele, schrieben Fücks einen offenen Brief: Fücks würde „unermüdlich gegen den erklärten und mit großer Mehrheit beschlossenen Willen der Partei Stimmung“ machen; sie sähen bei ihm „Sturheit und Debattenignoranz“ und forderten seinen Rücktritt, weil sie ihn für den „falschen Mann an der Spitze der HBS“ hielten. Fücks amtierte weiter. 
Ellen Ueberschär wurde am 1. Juli 2017 seine Nachfolgerin.
In der Berliner Stadtgesellschaft waren seine Baupläne für die Zentrale der Heinrich-Böll-Stiftung umstritten.

### Zentrum Liberale Moderne
Nach dem Ausscheiden aus der Heinrich-Böll-Stiftung gründete er gemeinsam mit seiner Ehefrau Marieluise Beck die Nichtregierungsorganisation Zentrum Liberale Moderne, als deren Geschäftsführender Gesellschafter er fungiert. „Eine neue Denkfabrik. Deren Programm klingt so, als könne sie den ideologischen Überbau für eine Jamaika-Koalition liefern“, beschrieb die Frankfurter Rundschau sein Institut. Das Zentrum widmet sich, der Selbstdarstellung nach, „der Verteidigung der offenen Gesellschaft gegen autoritäre Entwicklungen und antiliberale Kräfte in Deutschland, der Europäischen Union und darüber hinaus“.

### Mitgliedschaften
- Ehemaliger[17] Vorstand der Vereinigung Gegen Vergessen – Für Demokratie

## Privates
Seit dem 17. Februar 2006 ist er mit seiner langjährigen Lebensgefährtin verheiratet, der Grünen-Politikerin Marieluise Beck. Sie haben zwei gemeinsame Töchter.

## Schriften
- (Hrsg.) Sind die Grünen noch zu retten? Rowohlt, Reinbek bei Hamburg 1991.
- (Hrsg.) Green New Deal. Die Zukunft beginnt jetzt! Heinrich-Böll-Stiftung, Berlin 2011.
- Grüne wählen? Vom alternativen Projekt zur linken Mitte (=Kursbuch 174). Murmann Verlag, Hamburg 2013.
- Intelligent wachsen. Die grüne Revolution. Hanser, München 2013, ISBN 978-3-446-43484-4.
- Freiheit verteidigen. Wie wir den Kampf um die offene Gesellschaft gewinnen, Berlin 2017, ISBN 978-3-446-25502-9.[18]
- Politik auf schwankendem Boden – Texte aus zwei Jahrzehnten. Heinrich-Böll-Stiftung, Berlin 2017.
- (Hrsg. mit Thomas Schmid): Gegenverkehr. Demokratische Öffentlichkeit neu denken. Klöpfer & Meyer, Tübingen 2018,
- (Hrsg. mit Thomas Köhler) Soziale Marktwirtschaft ökologisch erneuern. Ökologische Innovationen, wirtschaftliche Chancen und soziale Teilhabe in Zeiten des Klimawandels. Konrad-Adenauer-Stiftung, Berlin 2019.
- (Hrsg. mit Christoph Becker): Das alte Denken der Neuen Rechten. Die langen Linien der antiliberalen Revolte. Wochenschau Verlag, Frankfurt am Main 2020, ISBN 978-3-7344-1122-9.
- (Hrsg. mit Rainald Manthe): Liberalismus neu denken. Freiheitliche Antworten auf die Herausforderungen unserer Zeit. Transcript Verlag, Bielefeld 2022, ISBN 978-3-8376-6319-8.
- (Hrsg. mit Rainald Manthe): Update Liberalism. Liberal Answers to the Challenges of Our Time. Transcript Verlag, Bielefeld 2023, ISBN 978-3-8376-6995-4.